# 37 Tauri
37 Tauri (A¹ Tauri) é uma estrela na direção da Taurus. Possui uma ascensão reta de 04h 04m 41.66s e uma declinação de +22° 04′ 55.4″. Sua magnitude aparente é igual a 4.36. Considerando sua distância de 181 anos-luz em relação à Terra, sua magnitude absoluta é igual a 0.64. Pertence à classe espectral K0III.